# Pseudoleskea muricola
Pseudoleskea muricola là một loài Rêu trong họ Leskeaceae. Loài này được (Müll. Hal.) Sauerb. mô tả khoa học đầu tiên năm 1880.